# Poliodestra violascens
Poliodestra violascens là một loài bướm đêm trong họ Noctuidae.